# Kim Hye-eun
Kim Hye-eun (en hangul, 김혜은; 1 de marzo de 1973) es una actriz surcoreana. 

## Carrera
Comenzó a trabajar como locutora para la MBC en 1997 en una filial en Cheongju y luego como climatóloga de la oficina principal de prensa en Seúl. Después de ocho años, renunció a la MBC en 2004 para perseguir su sueño de actuar en 2007, y desde entonces ha protagonizado películas y series, en particular Nameless Gangster: Rules of the Time (2012) y Secret Love Affair (2014).
En julio de 2020 se unió al elenco principal de la serie Graceful Friends, donde interpretó a Kang Kyung-ja, una antigua actriz de películas para adultos convertida en la dueña de un lujoso bar, hasta el final de la serie el 5 de septiembre del mismo año.
El 4 de agosto de 2021 se unió al elenco de la serie The Road: Tragedy of One, donde dio vida a Cha Seo-young, una aparente honesta locutora de la sala de redacción que desea vivir una vida elegante, hasta el final de la serie el 9 de septiembre del mismo año.

## Filmografía

### Series de televisión
| Año     | Título                               | Papel                    | Red           | Notas                         | Ref.          |
| ------- | ------------------------------------ | ------------------------ | ------------- | ----------------------------- | ------------- |
| 2002    | Nonstop 3                            | Meteoróloga              | MBC           |                               |               |
| 2004    | The Woman Who Wants to Marry         | Amiga de Lee Shin-young  | MBC           |                               |               |
| 2007    | Ahyeon-dong Madam                    | Shin Sook-young          | MBC           |                               |               |
| 2007    | New Heart                            | Mujer de Kim Tae-joon    | MBC           |                               |               |
| 2008    | Women of the Sun                     | Jang Shi-eun             | KBS2          |                               |               |
| 2008    | Wife and Woman                       | Kim Jae-ran              | KBS2          |                               |               |
| 2010    | Kim Su-ro, The Iron King             | Na Chal-nyeo             | MBC           |                               |               |
| 2010    | Coffee House                         | Amiga de Seo Eun-yeong   | SBS           |                               |               |
| 2010    | Last Flashman                        | Maestra rural            | KBS2          | Drama Special                 |               |
| 2011    | You're So Pretty                     | Go Yoo-jung              | MBC           |                               |               |
| 2012    | Man from the Equator                 | Park Yoon-joo            | KBS2          |                               |               |
| 2012    | I Do, I Do                           | Bong Joon-hee            | MBC           |                               |               |
| 2012    | Lovers of Haeundae                   | Yook Tam-hee/Yook Bok-ja | KBS2          |                               |               |
| 2013    | Princess Aurora                      | Hwang Ja-mong            | MBC           |                               |               |
| 2013    | Golden Rainbow                       | Yang Se-ryun             | MBC           |                               |               |
| 2014    | Secret Love Affair                   | Seo Young-woo            | jTBC          |                               |               |
| 2014    | Triangle                             | Kim Ok-kyung             | MBC           |                               | [ 7 ]         |
| 2014    | My Lovely Girl                       | Oh Hee-seon              | SBS           |                               |               |
| 2015    | The Jingbirok: A Memoir of Imjin War | Kim In-bin               | KBS1          |                               |               |
| 2015    | Unkind Ladies                        | Ahn Jong-mi              | KBS2          |                               | [ 8 ]         |
| 2015    | D-Day                                | Kang Joo-ran             | jTBC          |                               | [ 9 ]         |
| 2016    | Monster                              | Hwang Ji-soo             | MBC           |                               |               |
| 2016    | Dr. Romantic                         | Shin Hyun-jung           | SBS           | aparición especial, ep. 14-18 |               |
| 2017    | Introverted Boss                     | Terapeuta de Hwan-ki     | tvN           |                               |               |
| 2017    | Live Up to Your Name                 | Madre de Ha-ra           | tvN           |                               |               |
| 2018    | Radio Romance                        | Ra Ra-hee                | KBS2          |                               |               |
| 2018    | Mr. Sunshine                         | Madre de Kim Hee-sung    | tvN           | aparición especial            |               |
| 2018    | Encounter                            | Kim Sun-joo              | tvN           |                               |               |
| 2018    | Are You Human Too?                   | Nam Ho-yeon              | KBS           |                               |               |
| 2018-19 | Clean with Passion for Now           | Cha Mae-hwa              | jTBC          |                               |               |
| 2019    | Doctor John                          | Min Tae-kyeong           | SBS           |                               |               |
| 2020    | Itaewon Class                        | Kang Min-jeong           | jTBC          |                               | [ 10 ]        |
| 2020    | Soul Mechanic                        |                          | KBS2          | cameo                         |               |
| 2020    | Kim, el doctor romántico 2           | Shin Hyun-jung           | SBS           | cameo ep. 16                  |               |
| 2020    | Graceful Friends                     | Kang Kyung-ja            | jTBC          |                               |               |
| 2021    | The Road: Tragedy of One             | Cha Seo-yeong            | tvN           |                               |               |
| 2022    | Veinticinco, veintiuno               | Yang Chan-mi             | tvN / Netflix |                               | [ 11 ] [ 12 ] |
| 2023    | Run Into You                         | Mi-suk                   | KBS2          |                               | [ 13 ]        |
| 2023    | Los demás no                         | Kim Mi-jung              | ENA           |                               | [ 14 ]        |
| 2024    | Familia por elección                 | Kwon Jeong-hee           | JTBC          |                               | [ 15 ]        |
| 2024-25 | El negocio familiar                  | Baek Ji-yeon             | KBS2          |                               | [ 16 ] [ 17 ] |

### Cine
| Año  | Título                               | Rol                  | Ref.          |
| ---- | ------------------------------------ | -------------------- | ------------- |
| 1998 | Scent of a Man                       | estilista            |               |
| 2005 | Heaven's Soldiers                    | anunciadora          |               |
| 2012 | Nameless Gangster: Rules of the Time | Miss Yeo             |               |
| 2014 | Man in Love                          | Mi-young             |               |
| 2016 | Pandora                              | primera dama         |               |
| 2017 | Yes, Family                          | Soon-im              |               |
| 2017 | The Mayor                            | moderadora de debate |               |
| 2017 | The Sheriff in Town                  | Mi-sun               |               |
| 2024 | Revolver                             | chamana              | [ 18 ] [ 19 ] |